# Areopág

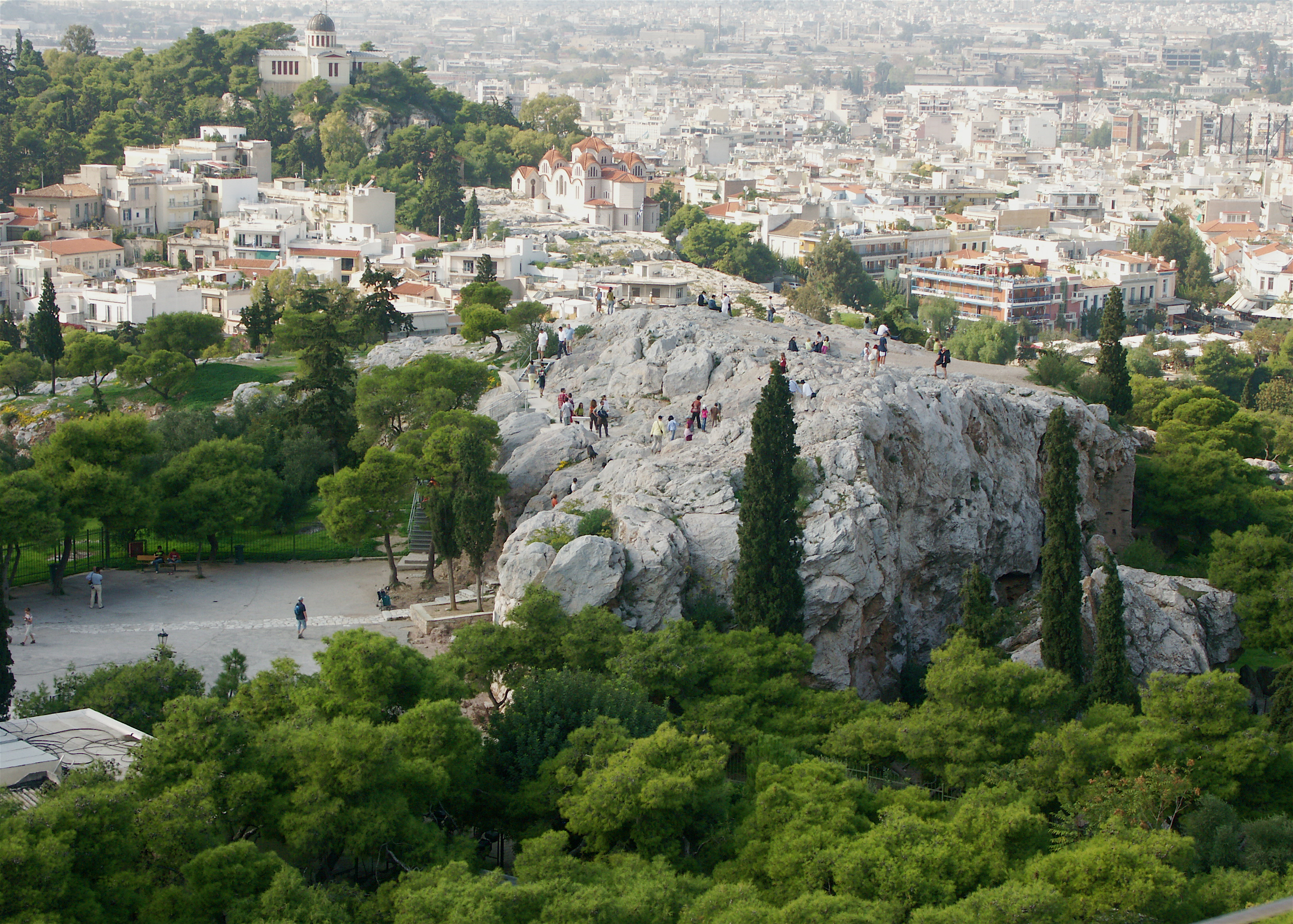
Areopág z Akropole, vpravo dole začíná agora

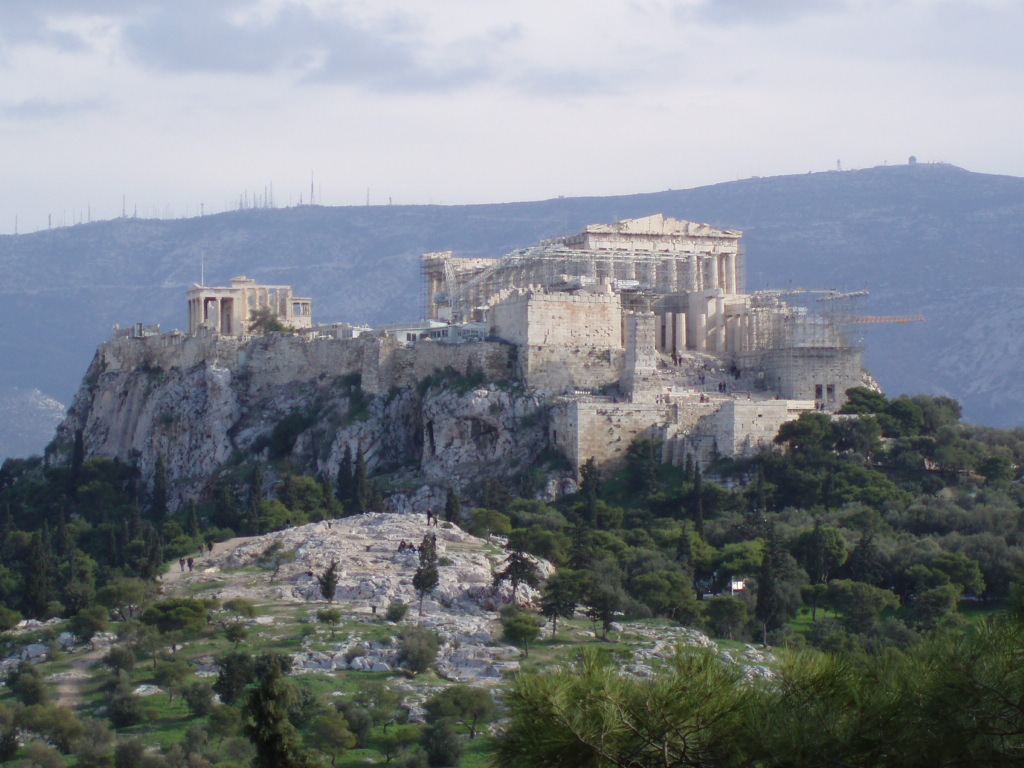
Pohled na Akropoli z Areopágu

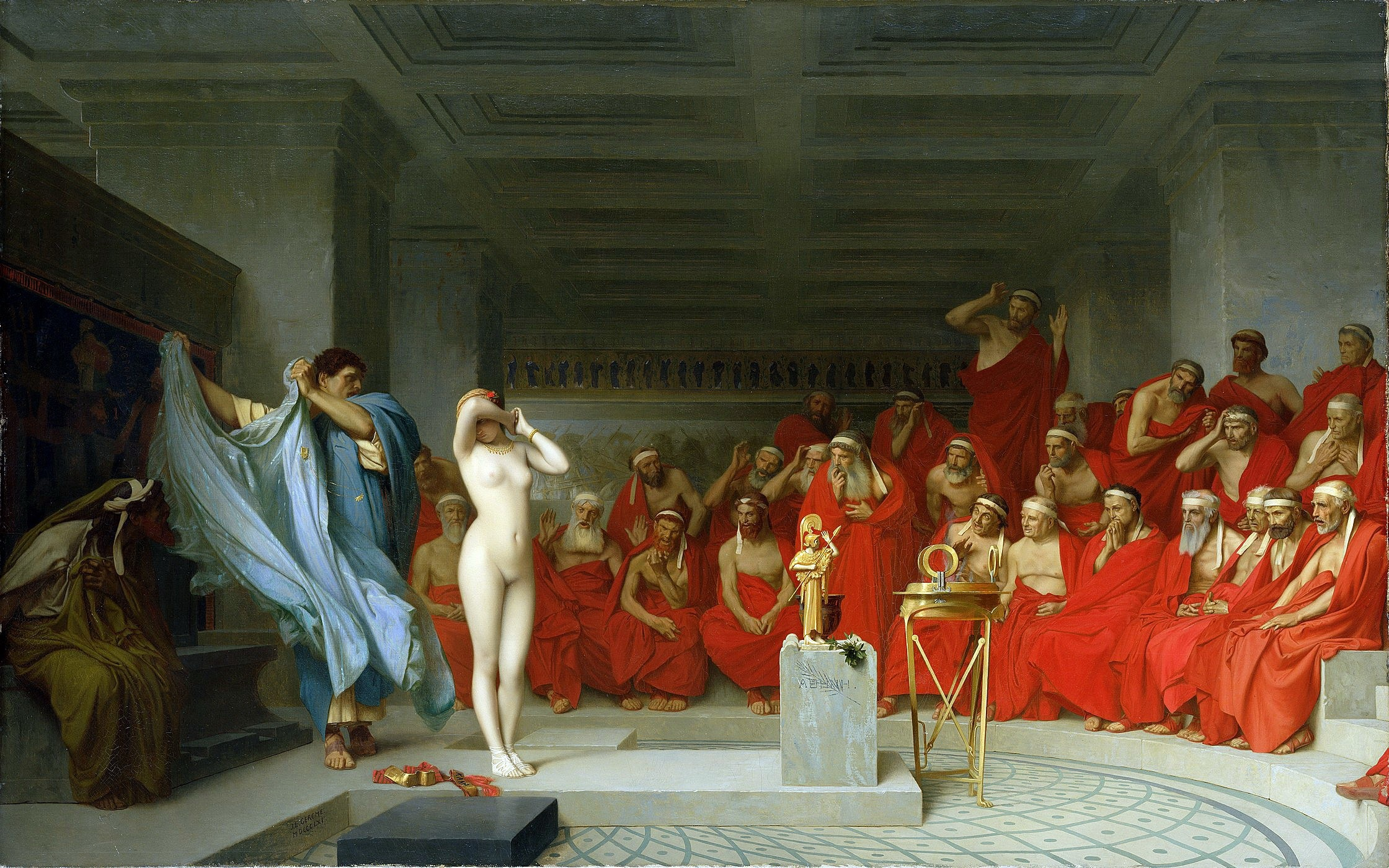
Jean-Léon Gérôme: Frina před Aeropágem, 1861

Areopág (řec. Areos pagos, Áreova skála) je mohutný skalní blok na severozápadním úpatí athénské Akropole, na jižním okraji Agory. Na Areopagu zasedal nejstarší athénský soud.

## Historie
Původ názvu Areopág není zcela jasný. Obvykle se odvozuje od boha války Area, který zde byl podle pověsti souzen za vraždu Poseidónova syna. Může se však odvozovat i od řeckých polobohyň pomsty a výčitek Erínyí: jejich chrám přímo pod Areopágem sloužil jako azylové místo. Až do 6. století př. n. l. zde zasedala Rada starších, složená z bývalých archontů, obdoba římského senátu. Když Kleisthenés nebo Solón zřídili velký soud (Búlé, Héliaia nebo Eklésia), který zasedal dole, své rozsudky však vynášel na Areopagu, z původního Areopágu se stal odvolací a hrdelní soud.

## Pavel na Areopágu
Stručná zpráva v biblické knize Skutků o kázání Pavla z Tarsu na athénském Areopágu (Sk 17, 22 (Kral, ČEP)) je svědectví o jeho prvním veřejném vystoupení mimo židovské prostředí. Athéňané Pavlovi různě oponovali, nicméně jeden z členů Areopágu, Dionysios Areopagita, se spolu s dalšími dal pokřtít.
V novějších řeckých dějinách je Areopág název nejvyššího soudu.